# Oxytate virens
Oxytate virens är en spindelart som först beskrevs av Tord Tamerlan Teodor Thorell 1891.  Oxytate virens ingår i släktet Oxytate och familjen krabbspindlar. Inga underarter finns listade i Catalogue of Life.